# Mina Clara
La Mina Clara, fou una mina de carbó situada l'Espà, municipi de Saldes (Berguedà), s'explota entre el 1940 i el 1944. D'aquesta mina en destaca l'accident que va ser el més greu en la mineria catalana, ocorregut el 10 d'abril del 1944 a conseqüència d'una explosió de grisú i en el qual hi perderen la vida trenta-quatre miners.

## Història
La mina Clara va ser oberta per Gil Ribera, després va passar a Carbones Oller fins que el 13 de juny de 1940 va ser venuda a Carbones y Transportes Cadí S.A. que la va explotar fins al seu tancament el 1944. A la mina les capes de carbó eren verticals, els miners picadors tenien el lloc de treball escalonat i quan l'arrencaven amb la puntona  queia en unes canals i s'esllavissava per la seva extracció cap a l'exterior. Posteriorment aquest carbó era transportat amb un funicular de l'Espà a Els Hostalets (Vallcebre) que tenia una longitud d'11.700 metres i de Coll de Pradell-Vallcebre al Collet (Guardiola) amb una longitud de 6.789 metres 659 m de desnivell i amb una capacitat de transport de 20 tones/hora. Aquests telefèrics foren construïts entre el 1944 i el 1946. Al Collet el carbó era carregat en vagons de tren de la línia fèrria Guardiola-Manresa-Barcelona.
Els minaires que treballaven a la mina Clara eren veïns de l'Espà, Gósol i Saldes, però una gran majoria eren forasters, alguns s'allotjaven a les cases de pagès del voltant de la mina i d'altres vivien en un mateix lloc a tocar del poble de l'Espà. Aquests últims vivien en males condicions. Una part d'aquests forasters eren persones que s'escapolien del règim franquista, havien tornat de l'exili o buscaven un lloc remot per viure, per poder treballar varen donar noms falsos.

## Accident a la Mina Clara
El 10 d'abril de 1944, una explosió de grisú va causar la mort de trenta-quatre treballadors de la mina i sis ferits. Va ser l'accident de la mineria amb més nombre de morts ocorregut a Catalunya, al segle XX i principis del XXI. Posteriorment va haver-n'hi un amb un nombre de morts semblant a la mina consolació de Fígols el 1975 amb trenta morts.
El 10 d'abril, el dilluns de pasqua, varen entrar a treballar al torn de nit un total de quaranta miners. El fet que les capes de carbó fossin verticals i per poder extreure'l es fes lliscar per unes canals, provocava una gran polseguera a tot l'interior de la mina. A sis-cents metres sota terra i en explotar una barrinada es va obrir una bossa de grisú, provocant una doble explosió la de la dinamita i la del grisú en contacte amb l'aire, això afegit a la pols de carbó també altament inflamable va ajudar a fer més flamarada. Aquesta ona expansiva de foc va atrapar als minaires provocant la mort de trenta-quatre i ferint-ne sis més. L'explosió va provocar l'ensorrament d'una part de la galeria principal fent més dificultós el rescat dels minaires.
Els primers a arribar-hi foren la gent de Saldes i colles de miners de Vallcebre, Fígols i Guardiola. Un Equip de salvament, de l'empresa Carbons de Berga S.A., format per quinze miners sota el comandament de l'enginyer Manuel Portis, es va desplaçar el matí del dia 11 d'abril a la mina Clara. El funeral i enterrament de trenta-tres difunts es va fer el 13 d'abril en un altar improvisat en un dels coberts de la mina, amb l'assistència dels miners de la comarca i les autoritats civils i militars del moment. Un dia després del funeral es va localitzar el cos sense vida de l'últim minaire víctima de l'explosió. Hi morien 34 miners, entre els quals, un únic català, i una vintena de la província d'Almeria, vuit dels quals de Serón. Es confirma que molts dels miners morts –i vius– probablement eren clandestins, majoritàriament d'Almeria i Jaén i que «treballessin amb noms falsos a la mina de Clara» per esquivar controls policials.
Després d’això, hi va haver un altre intent d’explotació al segon nivell de la Mina Clara, però un nou accident el juny del 1949, amb el resultat de 6 morts, va aturar definitivament l’activitat.